# Dölitz-Dösen

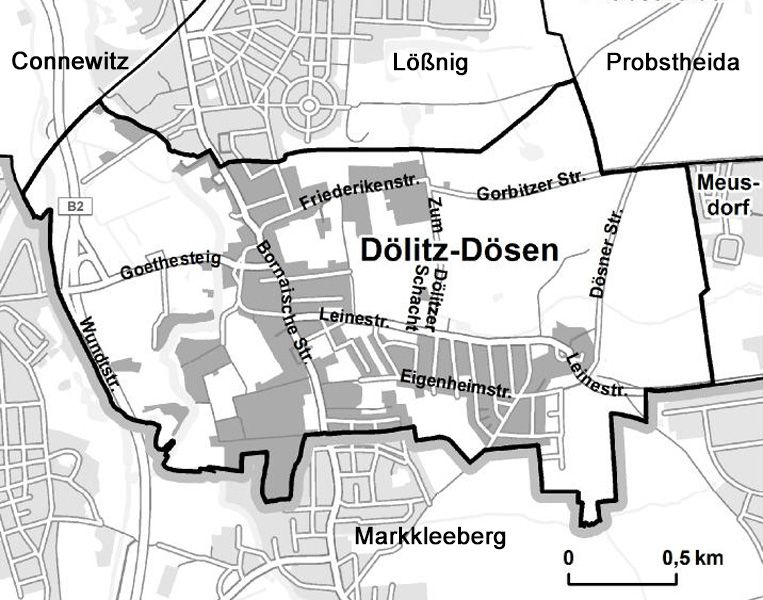
Dölitz-Dösen und seine Nachbarn

Dölitz-Dösen ist ein Ortsteil im Stadtbezirk Süd von Leipzig. Er umfasst im Wesentlichen die Stadtteile Dölitz und Dösen.

## Lage
Dölitz-Dösen liegt am Südrand Leipzigs. Seine nördlichen Nachbarn sind Connewitz, Lößnig und Probstheida. Im Osten grenzt es an Meusdorf und im Süden und Westen an die Große Kreisstadt Markkleeberg, wobei im Westen die Pleiße die Grenze bildet.
Zu Markkleeberg fällt die Stadtteil- mit der Ortsteilgrenze und auch mit der Stadtgrenze zusammen. Im Norden gibt es kleine Abweichungen zwischen Stadtteil- und Ortsteilgrenze zu Lößnig im Bereich des Erholungsparks Lößnig-Dölitz. Im Osten ist der Bereich der Leine-Siedlung, des ehemaligen Park-Krankenhaus-Geländes und der Justizvollzugsanstalt auf Dösener Flur an den Ortsteil Meusdorf gefallen. Im Nordwesten sind Teile der Connewitzer und der Lößniger Flur zu Dölitz-Dösen gekommen.
Hauptverkehrsader in Dölitz-Dösen ist die in Nord-Süd-Richtung verlaufende Bornaische Straße, ehemals Teil der Via Regia. In Ost-West-Richtung besitzt die Leinestraße überörtliche Bedeutung sowie der Goethesteig mit der Auffahrt zur Bundesstraße 2.

## Ortscharakteristik
| Flächennutzung        | %  |
| --------------------- | -- |
| Wald                  | 26 |
| Erholung              | 24 |
| Landwirtschaft        | 18 |
| Wohnen                | 16 |
| Verkehr               | 9  |
| Industrie und Gewerbe | 4  |
| Wasser                | 3  |

Dölitz-Dösen ist ein Wohngebiet, in dem in den beiden alten Ortskernen Häuser mit dörflichem Charakter vorkommen, in Dölitz kamen gründerzeitliche hinzu. Die meisten Wohnhäuser entstanden noch vor dem Zweiten Weltkrieg in offener Bauweise in Dölitz am Eichwinkel und in Dösen zwischen Leine- und Eigenheimstraße (Neudösen, Johannishöhe).
Wald- und Erholungsfläche – hier vor allem der östliche Teil des agra-Parks und Teile des Erholungsparks Dölitz-Dösen – machen etwa die Hälfte des Ortsteilgebietes aus (Stand: 2020), was in Verbindung mit der Nähe zum Markkleeberger See für Dölitz-Dösen zu einer hohen Wohnqualität führt.
Den Ortsteil durchfließt in Ost-West-Richtung der Leinegraben, der in die süd-nördlich verlaufende Mühlpleiße mündet. Im Ortskern von Dösen und in den Parks gibt es mehrere Teiche.
In Dölitz-Dösen gibt es zwei Grundschulen und vier Kindertagesstätten.

## Bevölkerung
| Jahr | Einwohner |
| ---- | --------- |
| 2000 | 4.288     |
| 2005 | 3.850     |
| 2010 | 4.053     |
| 2015 | 4.734     |
| 2020 | 4.647     |
| 2024 | 4.874     |

Stand: 31.12. des jeweiligen Jahres

## Politik
Bei den Wahlen zum Sächsischen Landtag gehört Dölitz-Dösen zum Wahlkreis Leipzig 4, bei Bundestagswahlen zum Bundestagswahlkreis Leipzig II (Wahlkreis 153).
Die Bundestagswahl 2021 führte bei einer Wahlbeteiligung von 78,1 % zu folgendem Zweitstimmenergebnis:
| Partei                | Dölitz-Dösen | Stadt Leipzig |
| --------------------- | ------------ | ------------- |
| SPD                   | 21,5 %       | 20,9 %        |
| CDU                   | 15,8 %       | 14,0 %        |
| Bündnis 90/Die Grünen | 14,6 %       | 18,5 %        |
| AfD                   | 14,3 %       | 13,3 %        |
| Die Linke             | 11,8 %       | 13,7 %        |
| FDP                   | 10,5 %       | 10,1 %        |
| Sonstige              | 11,5 %       | 09,5 %        |

## Weitere Informationen
Zu Einzelheiten des Ortsteils, wie etwa zur Geschichte, sei auf die Hauptartikel über die Stadtteile Dölitz und Dösen verwiesen.